# Leslie C. Aiello
Leslie Crum Aiello (Pasadena, 26 de maig de 1946) és una paleoantropòloga estatunidenca i professora emèrita del University College de Londres. El 2014 va ser elegida membre de la Societat Filosòfica Americana.

## Biografia
A partir de 1964, Aiello va estudiar Antropologia a la Universitat de Califòrnia a Los Angeles. Més endavant es va doctorar a la Universitat de Londres en evolució humana i anatomia. Aiello va romandre a la Universitat de Londres on es va convertir en professora d'antropologia biològica el 1995. Durant aquest temps, va ser codirectora del Journal of Human Evolution (1993-1999).
Aiello és membre de l'Associació americana per a l'avenç de la ciència i de la Societat Zoològica de Londres i, des de 2011, membre de l'Acadèmia Alemanya de Ciències Leopoldina i de la Societat Filosòfica Americana des de 2014.
Va coescriure el llibre de text, An Introduction to Human Evolutionary Anatomy, que utilitza el registre fòssil per a predir les maneres en què els primers homínids es movien, menjaven i aprenien.

## Pensament
Aiello estudia l'antropologia evolutiva centrant-se en l'adaptació humana i la història de la vida, així com l'evolució del cervell, la dieta, el llenguatge i la cognició, i la locomoció i els seus costos energètics. També ha investigat els homínids paleolítics i la seva termoregulació i adaptació al clima.
En col·laboració amb Peter Wheeler, va desenvolupar l'expensive tissue hypothesis respecte als humans primerencs, segons aquesta hipòtesi, hi ha una correlació inversa entre l'augment de la mida del cervell durant l'evolució humana i la reducció paral·lela del tracte digestiu com a resultat d'aliments animals més rics en proteïnes. Una altra idea que va plantejar era que els costos reproductius més elevats serien l'efecte d'aquest augment de la mida del cervell, que es va compensar perquè les femelles augmentaven de mida més ràpidament que els mascles. Va destacar que la terrestre (moviment dels primers homínids del bosc a les sabanes) és l'etapa més antiga que va conduir a la civilització humana. La segona etapa va ser el bipedisme i la tercera és l'encefalització (evocant cervells més grans). Aiello va identificar les implicacions socials del consum de carn, una de les quals és compartir aliments, que no passa sovint en primats, la qual cosa reforça el vincle entre la femella i la descendència. L'altra implicació social és que menjar carn probablement va conduir a la divisió del treball entre homes i dones (mascles caçant, dones cuidant cries dependents). Menjar carn no va provocar cervells més grans, sinó que simplement els va fer possibles.
Aiello va subratllar que un cervell gran, unes cames llargues i la creació i l'ús d'eines probablement van evolucionar conjuntament, però no com un sol paquet al començament del llinatge de l'Homo, especialment en els avantpassats Australopithecus. Per tant, els primers humans van poder canviar amb les seves condicions ambientals canviants, cosa que els va permetre sobreviure i estendre's des d'Àfrica fa uns 1,85 milions d'anys. Aiello ha afirmat: «En conjunt, aquestes dades suggereixen que les espècies d'Homo primerencs eren més flexibles en les seves opcions dietètiques que altres espècies». I, «la seva dieta flexible, probablement que contenia carn, va ser ajudada per l'alimentació assistida amb eines de pedra que va permetre als nostres avantpassats explotar una sèrie de recursos». La flexibilitat és un segell distintiu de la biologia humana.
Va fundar la revista Current Anthropology que dona suport a totes les àrees de l'antropologia i altres disciplines relacionades que es preocupen pel desenvolupament humà, els orígens i la variació.

## Obra publicada
- "The Expensive Tissue Hypothesis: Co-evolution of the brain and the digestive system in humans and other primates", International Journal of Anthropology, 9:3, 1994, p 166, doi: 10.1007/BF02575406
- Peter Wheeler: "The Expensive Tissue Hypothesis: The Brain and the Digestive System in Human and Primate Evolution", Current Anthropology, 36:2, 1995, pp 199–221, doi: 10.1086/204350
- "Brains and Guts in Human Evolution: The Expensive Tissue Hypothesis", Brazilian Journal of Genetics, 201, 1997, p 141–148, doi: 10.1590/S0100-84551997000100023
- "The expensive tissue hypothesis and the evolution of the human adaptive niche: a study in comparative anatomy", Justine Bayley (ed.), Science in Archaeology. Agenda for the Future of English Heritage, London 1998, pp 25–36, ISBN 1-85074-693-1
- with N. Bates and T. Joffe: "The expensive tissue hypothesis revisited", American Journal of Physical Anthropology, 104, Supplement 24, 1997, p 62
- with N. Bates and T. Joffe: "In defense of the expensive tissue hypothesis: ontogeny, maternal care and organ size", Dean Falk, Kathleen R. Gibson (ed.), Evolutionary Anatomy of the Primate Cerebral Cortex, Cambridge University Press., Cambridge 2001, pp 57–78, ISBN 0-521-64271-X
- Cathy Key: "The energetic Consequences of being a female Homo erectus", American Journal of Human Biology, 14:5, 2002, pp 551–565. doi: 10.1002/ajhb.10069
- Jonathan CK Wells: "Energetics and the evolution of the genus Homo", Annual Review of Anthropology, 31, 2002, pp 323–338, doi: 10.1146/annurev.anthro.31.040402.085403
- with WEH Harcourt-Smith: "Fossils, feet and the evolution of human bipedal locomotion", Journal of Anatomy, 204:5, 2004, pp 403–416. doi : 10.1111/j.0021-8782.2004.00296. x, Full Text
- "Five years of Homo floresiensis", American Journal of Physical Anthropology, 142:2, 2010, pp 167–179, doi: 10.1002/ajpa.21255